# Stillehavslaks
Stillehavslaks (Oncorhynchus) er en slægt i laksefamilien, som hovedsagelig lever i Stillehavet. Stillehavslaks kendes også under navnene Alaskalaks og Pacifiklaks.
Stillehavslaks er såkaldt anadrome fisk, der vandrer fra havet til ferskvand for at gyde. Stillehavslaksens æg udklækkes således i Alaska og Canadas vandløb og floder. Varigheden af lakseynglens opvækstsperiode i ferskvand er meget individuel, men afhænger delvist af arten. Enkelte unglaks påbegynder deres færd mod havet umiddelbart efter udklækning, mens andre unglaks forbliver i ferskvandet i flere år. Alle arter tilbringer imidlertid en længere periode i de næringsrige floddeltaer, hvor de tilvænner sig det kolde saltvand.
Herefter begiver Stillehavslaksen sig ud i Alaskagolfen og Beringshavet, hvor den opholder sig i flere år. Nøjagtig hvor lang tid laksen forbliver i havet varierer fra art til art, men det er ikke unormalt, at stillehavslaksen også kan findes i kysterne ud for det sydlige Sibirien.
Den fuldvoksne stillehavslaks vandrer til sidst op i vandløbene og floderne for at gyde på den samme gydeplads, hvor den selv engang er blevet undfanget. Her vil langt de fleste laks også ende deres dage, fordi rejsen tilbage til havet er for krævende.

## Arter
- Kongelaks (Oncorhynchus tshawytscha) er også kendt i USA som Chinook laks. Kongelaks findes fra den centrale Californiske kyst i syd til Mackenzie-floden og Kugluktuk i arktiske Canada i nord. Kongelaksen er den største af stillehavslaksene. Det hidtil største eksemplar havde en vægt på 57 Kg, men normalt vejer kongelaksen dog "kun" 3-16 Kg og opnår en længde på 75-100cm. Kongelaksen er imidlertid også den mest sjældne stillehavslaks, og udgør således kun 0,4% af den samlede mængde indfangede stillehavslaks. Den begrænsede mængde og kongelaksens rige indhold af Omega 3 fedtsyre, vitamin A, B12 og D, gør netop denne art til en eftertragtet spise, der er forbeholdt feinschmeckere og gourmetrestauranter. Kongelaksen bliver sædvanligvis 5-7 år gammel, hvoraf den tilbringer 4-6 år i havet. I ferskvand kendes Kongelaksen ved kun at forekomme i Yukon River, Kuskokwin River og Cooper River. Kongelaksens har en sølvblå ryg, idet både ryg og hale er mørkspættede. I takt med at Kongelaksen bliver kønsmoden ændre farven sig fra sølvblå til lyserød eller sågar rød. Kødet er rødt og har en fast saftig konsistens med en fedtprocent på 12%. Proteinindholdet er på 20g. pr. 100g.

- Hundelaks (Oncorhynchus keta) er kendt som Keta eller Chumlaks. Denne art har den største geografiske udbredelse af stillehavslaksene. Den findes fra Sacramento floden i Californien i det østlige Stillehav og øen Kyushu i Det Japanske Hav i det vestlige Stillehav; nord til Mackenzie floden i Canada i øst og til Lena-floden i Sibirien i vest. Chumlaksen vejer normalt 2-4,4 kg og opnår en længde på 60-70 cm. Chumlaksen bliver sjældent mere end 3-4 år gammel, hvoraf den tilbringer ca. 2-3 år i havet. Chumlaksen er mest udbredt i den sydøstlige del af det Arkitiske Ocean, hvor den fanges i perioden fra maj til oktober. Chumlaksen udgør ca. 4,4% af den samlede mængde indfangede stillehavslaks. Chumlaksen har en sølvblå ryg, idet de mindre skæl med alderen bliver stadig mere mørke. Kødet er rosa og har en fast og mager konsistens med en fedtprocent på 4%. Proteinindholdet er på 21g. pr. 100g.

- Sølvlaks (Oncorhynchus kisutch). Denne art, der på engelsk kaldes Coho, findes overalt i de kystnære farvande i Alaska og British Columbia og så langt sydpå som centrale Californien (Monterey Bay). Cohoen har, ud fra formen at dømme, nogle store ligheder med sockeyen. Således vejer Cohoen normalt 2-4,5 kg og opnår en længde på 60 cm. Cohoen bliver sjældent mere end fire år gammel, hvoraf den tilbringer mindre end 2 år i havet. Cohoen er mest udbredt i kysterne i det sydøstlige Alaska og Bristol Bay, hvor den fanges i perioden fra juli til oktober. Cohoen udgør kun ca. 2,8 % af den samlede mængde indfangede stillehavslaks. Cohoens flanker er sølvfarvede, mens ryg og hale kun er lettere mørkspættede, derfor kaldes cohoen også for "sølvlaksen". Kødet har en orangerød farve, hvilket gør den eftertragtet til rygning. Ved tilberedning bibeholder cohoens kød den orangerøde farve. Kødets konsistens er fast og har en fedtprocent på 5%. Proteinindholdet er på 22g. pr. 100g.

- Pukkellaks (Oncorhynchus gorbuscha) findes i den nordlige Stillehav fra Korea og det nordlige Californien til Mackenzie River i Canada og Lena-floden i Sibirien, som regel i kortere kystnære vandløb. Det er den mindste af Stillehavslaksene. Pukkellaksen, også kaldet pinklaks, vejer normalt 1-2 kg og opnår en længde på 60 cm. Den bliver sjældent mere end to år gammel, hvoraf den tilbringer ca. 18 måneder i havet. Den er mest udbredt fra kysterne i det sydøstlige Alaska til det Arktiske Ocean, hvor den fanges i perioden fra juni til slutningen af august. Pukkellaksen er den mest udbredte stillehavslaks, og udgør således ca. 68,4 % af den samlede mængde indfangede stillehavslaks. Pukkellaksen har en sølvblå ryg, idet de mindre skæl med alderen bliver stadig mere mørke. Kødet er rosa og har en fedtprocent på 5%. Proteinindholdet er på 19g. pr. 100g.

- Rødlaks (Oncorhynchus nerka), også kendt som Sockeye i USA. Denne laks vokser op i søer inden den vandrer ud i havet. Den findes i det østlige Stillehav fra Klamath River i Californien i syd til Bathurst Inlet i Arktis Canada i nord  og det nordlige Hokkaido  i Japan til Anadyr i Sibirien i det vestlige Stillehav. Dette er den kommercielt mest værdifulde art af stillehavslaks. Sockeyen er, i sammenligning med sine artsfæller, den mest slanke og langstrukne stillehavslaks. Det hidtil største eksemplar havde en vægt på 7 Kg og en længde på 90cm. Normalt vejer sockeyen dog kun 2-4 Kg og opnår en længde på 60cm. Sockeyen bliver sjældent mere end fire år gammel, hvoraf den tilbringer 2-3 år i havet. Sockeyen er mest udbredt i Alaska og Bristol Bay, hvor den fanges i perioden fra maj til september. Sockeyen udgør ca. 24 % af den samlede mængde indfangede stillehavslaks. Sockeyen er ligesom kongelaksen rig på omega 3 fedsyre, vitamin A, B12 og D, hvilket gør den til et godt alternativ til den sjældne kongelaks. Især det japanske køkken er glad for sockeyen, ikke mindst pga. kødets faste konsistens. Sockeyens flanker er sølvfarvede, mens ryg og hale er blå-sort. Kødet har en meget dybrød farve, hvilket har givet den tilnavnet "den røde laks". Kødets konsistens er meget fast og har en fedtprocent på 9 %. Proteinindholdet er på 20g. pr. 100g.